# Coccinia subglabra
Coccinia subglabra är en gurkväxtart som beskrevs av Charles Jeffrey. Coccinia subglabra ingår i släktet Coccinia, och familjen gurkväxter. Inga underarter finns listade i Catalogue of Life.